# 卒業 (高橋優の曲)
「卒業」（そつぎょう）は、高橋優の6枚目のシングル。 2012年1月18日にワーナーミュージックジャパンから発売された。

## 概要
前作「誰もいない台所」から約3か月ぶりにリリースされた、2012年第1弾シングル。
東日本大震災から1ヶ月後の2011年4月20日にTOKYO FM『SCHOOL OF LOCK!』に出演した際、リスナーから悩みや気持ちを募集したところ多くのメッセージが寄せられ、番組サイドから曲にしてほしいと依頼されたことがきっかけで誕生した。
6月15日に再出演し弾き語りで初披露。この時はタイトルが決まっておらず無題だったが、その後歌詞を一部書き替え、「いつか悲しみから卒業できる」という願いを込めタイトルを「卒業」と決定。6枚目のシングルとしてリリースし、デビュー以来初のオリコンTOP10入りを果たした。
初回限定版には特典として初の全国ホールツアーチケットの特別先行受付、シングル発売記念フリーライブ＆握手会の握手券、さらに月刊高橋優STREAMの完全版DVD付き。

## 収録曲
（全作詞・作曲：高橋優、編曲：浅田信一）
1. 卒業
TBS「CDTV」1月度オープニングテーマ
JR東日本「『SLに手を振ろう！！』 ～沿線スマイルプロジェクト～」キャンペーンソング
2. HITO-TO-HITO
3. 怒りのハイヒール

### 初回限定版
1. 泣き虫空に可愛い傘～LIVE from 月刊高橋優STERAM Vol.2 2011.11.30～

初回限定版には怒りのハイヒールに代わりこちらが収録されている。
月刊高橋優STREAM創刊号“消灯ライブ”完全版DVD
1. この声
2. 靴紐
3. 誰もいない台所
4. こどものうた
5. 駱駝
6. 想いよ、届け
7. 福笑い
8. 友へ(アンコール)

## 収録アルバム
- この声(#1)
- 高橋優 BEST 2009-2015 『笑う約束』(#1)